# FN Minimi
FN Minimi (fra. mini-mitrailleuse; hrv. mini strojnica) je puškostrojnica kalibra 5.56mm kojeg je razvila i proizvela belgijska vojna industrija Fabrique Nationale (FN) iz Herstala. Oružje je dizajnirano 1974. godine te je uvedeno u službu oružanih snaga mnogih država diljem svijeta. Minimi se proizvodi u FN-ovom primarnom pogonu u Herstalu i njegovoj američkoj podružnici FN Manufacturing LLC, dok se u Italiji, Grčkoj, Australiji i Japanu proizvodi na temelju licence.
Oružje prvenstveno koristi streljivo kalibra 5.56x45mm NATO, ali je razvijen i model koji može koristiti 7.62x51mm NATO streljivo. FN Minimi može primijeniti streljivo na lancu ili ono u okviru. Hladi se po principu zračnog hlađenja te ima samo potpuno automatski način paljbe.
FN Minimi je konfiguriran u nekoliko inačica. Standard model je namijenjen pješaštvu ili jedinici za podršku (eng. squad support team); Para je namijenjen padobrancima a Vehicle je namijenjen borbenim vozilima kao sekundarno naoružanje.

## Detalji dizajna

### Značajke
Plinski ventil Minimija moguće je podesiti na dva moda: normalan i nepovoljan. Nepovoljan mod omogućava brzinu gađanja između 700 i 850 metaka u minuti, dok normalni mod omogućava brzinu od 950 do 1.150 metaka u minuti te se koristi samo u ekstremnim uvjetima ili kada su u cijevi prisutna "teška onečišćenja".
Pokraj okidača, odnosno iznad pištoljskog rukohvata se nalazi regulator za sigurnosnu kočnicu. Na lijevoj strani oružja je smješten gumb označen crvenom bojom kojim se Minimi ponovo stavlja u uporabnu funkciju. Prvotno je FN Minimi koristio pištoljski rukohvat od crnog polimera preuzet je od automatskih pušaka FN FAL i FN FNC, dok je on kasnije modificiran.
Tijelo puškostrojnice je izrađeno od kovanog čelika. Inačice Standard i Para su opremljene s fiksnim, sklopivim dvonošcem montiranim na cijevi i smještenim ispod rukohvata. Dvonožac se može namjestiti po visini, a svaka nožica na tri različite duljine. Dvonožac nudi i raspon rotacije od 15 stupnjeva s obje strane. U potpunosti proširen dvonožac podiže Minimi za 465 mm. Također, puškostrojnica može koristiti i belgijski FN360° dvonožac ili američki dvonožac M122.
FN Minimi montiran na vojno vozilo je opremljen s električnim okidačem koji omogućava sigurnu paljbu bez prisutnosti vojnika unutar borbenog vozila.
Standardni model Minimija ima cijev duljine 465 mm te aluminijski kundak i remen za nošenje preko ramena. Kraća Para inačica ima cijev duljine 349 mm i sklopivi metalni kundak dok model namijenjen vojnim vozilima ima cijev od 465 mm ali nema kundak i čelični ciljnik. Svi modeli mogu alternativno imati fiksni sintetički kundak koji se koristi kod američke kopije M249.

### Punjenje
Oružje koristi M27 lanac s metcima koji se "pune" s lijeve strane Minimija (minijaturna verzija lanca M13). Lanac je smješten u zatvorenom okviru maksimalnog kapaciteta od 200 metaka. Osim njega, može se koristiti i STANAG okvir od 30 metaka kojeg primjenjuju NATO jurišne puške M16 i FN FNC kalibra 5.56 mm. Princip rada Minimija s okvirom u kojem se nalaze metci razvio je Maurice V. Bourlet. Sama puškostrojnica može koristiti lanac smješten u okviru ili bez njega, bez bilo kakvih modifikacija.
Mehanizam korištenja streljiva je izrađen po uzoru na univerzalnu strojnicu FN MAG, koja je pak razvijena na temelju njemačke MG42 strojnice iz ere 2. svjetskog rata.

### Cijev
Cijevi koje se koriste u FN Minimi imaju povećanu izdržljivost na visoku temperaturu koja se stvara nakon duže besprekidne paljbe. Također, puškostrojnica ima sposobnost brzog mijenjanja cijevi, zahvaljujući poluzi na lijevoj strani oružja, koja oslobađa cijev. Na samu cijev je pričvršćena i ručka za nošenje Minimija te olakšava postupak vađenja i promjene cijevi. Uvježbani vojnik može promijeniti cijev i pripremiti oružje spremno za paljbu u 6-7 sekundi. Ranije verzije Minimija imale su skrivač plamena, po uzoru na jurišne puške FN FAL, FN FNC i FN CAL dok strojnice novije proizvodnje imaju kraći skrivač plamena.

### Optika
Inačice Standard i Para dolaze se stražnjim ciljnikom podesivim ovisno o utjecaju vjetra i visini paljbe, koji pruža preciznost u rasponu između 300 i 1.000 metara. Prednji ciljnik također je podesiv ovisno o vjetru i visini. Također, na oružje je moguće montiranje dnevne / noćne optike NATO standarda.

### Oprema
Standardna narudžba Minimija se osim oružja sastoji od tri okvira streljiva, pribora za čišćenje, boce ulja, remena i blank-firing adaptor.

## Inačice
Prvi prototip Minimija je izrađen za korištenje streljiva kalibra 7.62x51mm NATO, ali je kasnije preinačen na kalibar 5.56x45mm NATO. Jedino inačica Minimi 7.62 koristi kalibar koji je oružju prvotno namijenjen.
FN Minimi možemo podijeliti na sljedeće inačice:
- Minimi Standard,
- Minimi Para,
- Minimi Vehicle i
- Minimi 7.62.

Tokom 1980-ih godina je počela proizvodnja FN Minimija pod nazivom M249 kojim se opremala američka vojska, a proizvodila ih je FN-ova podružnica FN Manufacturing LLC u američkoj saveznoj državi Južnoj Karolini.
Također, postoje još licencne proizvodnje u Australiji, Grčkoj, Italiji i Japanu. U Grčkoj licencnu kopiju proizvodi tvrtka EAS, u Italiji Beretta, u Japanu Sumitomo Heavy Industries a u Australiji Australian Defence Industries (ADI). Također, i u Kini se proizvode kopije Minimija, ali bez licence i pod nazivom XY 5.56 x 45, koje kao i original koriste streljivo kalibra 5.56x45mm NATO. Kineske puškostrojnice namijenjene su izvozu.

## Korisnici
- Australija: australska vojska koristi licencnu kopiju Minimija pod nazivom F89 koju proizvodi Australian Defence Industries (ADI).[5] Njegovo obilježje je duži skrivač plamena u odnosu na FN MAG.[6]
- Belgija: standardno oružje podrške u belgijskoj vojsci.[7] Koriste se Standard (kao Minimi M2) i Para (kao Minimi M3) inačice.[8]
- Filipini: u uporabi oružanih snaga Filipina koje su FN Minimi kupile u svibnju 2002. godine.[9]
- Francuska: inačica Para ima široku uporabu u francuskoj vojsci. Minimi je u vojsci zamijenio AAT-F1.[10]
- Grčka: tvornica EAS proizvodi licencne kopije za potrebe grčke vojske i specijalnih snaga.[11] Prvih 10 primjeraka je isporučeno 1999. godine.
- Indonezija[7]
- Irska: FN Minimi u irskoj vojsci koristi specijalna jedinica Ranger Wing.[12]
- Istočni Timor: obrambene snage Istočnog Timora.[13]
- Italija: vojna industrija Beretta proizvodi licencne kopije u sklopu partnerstva s FN-om, te njima naoružava talijanske oružane snage. Minimi je zamijenio MG 42/59 (inačica MG42 iz ere 2. svjetskog rata) te ga talijanska vojska koristi u najnovijim aktualnim operacijama diljem svijeta.[14]
- Japan: japanska kopnena vojska koristi FN Minimi kojeg na temelju licence proizvodi vojna industrija Sumitomo Heavy Industries.[15][16] Minimi je zamijenio Sumitomo NTK-62.
- Kanada: kanadske vojne snage koriste Minimi standard pod oznakom C9. Model C9A1 dolazi s Picatinny šinama i ELCAN C79 optikom s 3.4x povećanjem.[17] Model C9A2 ima kraću cijev dok C8 model ima sklopivi kundak i laserski ciljnik.[18] Svaki vojni odred koristi dva C9 puškostrojnice.
- Latvija: standardni puškostrojnica u latvijskoj vojsci.[19]
- Luksemburg: inačicu Minimi Para koristi interventni odred Unité Spéciale de la Police.[20][21][22]
- Mađarska: M249 SAW koriste mađarske specijalne snage.[23]
- Malezija: malajska vojska je zamijenila Heckler & Koch HK11 s Minimijem. Također, koristi se i u specijalnim policijskim snagama.[24]
- Nizozemska: kraljevska nizozemska vojska je kupila Minimi Para koji bi zamijenio FN MAG u nekim potrebama pješaštva. FN MAG se i dalje koristi (kao strojnica opće namjene) kao vatrena podrška te kao montiran na vojna vozila.[25]
- Novi Zeland: sve novozelandske obrambene snage (kraljevske novozelandske zračne snage, kraljevska novozelandska mornarica i novozelandska vojska) koriste FN Minimi pod oznakom C9 Minimi. U vojsci se primjenjuje kao lako oružje vatrene podrške od 1988. godine.[26]
- Papua Nova Gvineja: koristi se australska licencna kopija pod oznakom F89.[27]
- SAD: oružane snage SAD-a koriste M249 iz domaće proizvodnje.[7]
- Slovenija: slovenska vojska koristi inačicu Minimi Para.[28]
- Španjolska: španjolska mornarica koristi Minimi Para (5.56x45mm NATO) i Minimi 7.62 (7.62x51mm NATO).[29]
- Šri Lanka[7]
- Švedska: koristi se pod oznakom Ksp 90 (Kulspruta 90) dok je Minimi Para je označena kao Ksp 90B. Oba modela proizvodi lokalna industrija Bofors Carl Gustaf.[30][31]
- Švicarska: Minimi se u Švicarskoj koristi pod oznakama LMg 05 (Leichtes Maschinengewehr 05) ili FM 05 (Fusil mitrailleur 05).[32]
- Tajland[27]
- Tajvan: u Tajvanu je FN Minimi označen kao T75.[27]
- Ujedinjeni Arapski Emirati
- Ujedinjeno Kraljevstvo:koriste se inačice Standard i Para koje su poznate kao L108A1 i L110A1.[33] U britanskoj vojsci je svaka četveročlana vatrena jedinica (eng. Fire team) opremljena s modelom Minimi Para. To oružje daje dodatnu vatrenu podršku jedinici koja koristi automatsku pušku SA80. Minimi je opremljen sa SUSAT optikom s 4x povećanjem. Puškostrojnica se primjenjuje u kraljevskim marincima, kraljevskoj mornarici i RAF-ovoj regimenti.

## Vanjske poveznice
- Službena web stranica proizvođača o Standard modelu
- Službena web stranica proizvođača o 7.62 modelu
- World.guns.ru  Arhivirana inačica izvorne stranice od 29. rujna 2007. (Wayback Machine)
- REMTEK.com  Arhivirana inačica izvorne stranice od 12. listopada 2007. (Wayback Machine)